# Toni Merkens
Nikolaus Anton Merkens (conocido como Toni Merkens; Colonia, 21 de junio de 1912-Wildbad, 20 de junio de 1944) fue un deportista alemán que compitió en ciclismo en la modalidad de pista.
Participó en los Juegos Olímpicos de Berlín 1936, obteniendo una medalla de oro en la prueba de velocidad individual. Ganó una medalla de oro en el Campeonato Mundial de Ciclismo en Pista de 1935.
En los campeonatos de Alemania de ciclismo en pista logró siete victorias: dos en la prueba tándem amateur (1932 y 1933), tres en velocidad amateur (1933, 1934 y 1935), una en medio fondo profesional (1940) y una en velocidad profesional (1942). Además, consiguió dos victorias en el Gran Premio de París (1934 y 1935).
Durante la Segunda Guerra Mundial participó en el Frente Oriental luchando contra los soviéticos, donde fue herido de muerte. Falleció en un hospital militar en Bad Wildbad.

## Medallero internacional
| Juegos Olímpicos   | Juegos Olímpicos   | Juegos Olímpicos | Juegos Olímpicos         |
| Año                | Lugar              | Medalla          | Competición              |
| ------------------ | ------------------ | ---------------- | ------------------------ |
| 1936               | Berlín (Alemania)  | Medalla de oro   | Velocidad individual     |
| Campeonato Mundial |                    |                  |                          |
| Año                | Lugar              | Medalla          | Competición              |
| 1935               | Bruselas (Bélgica) | Medalla de oro   | Velocidad individual (A) |